# Pascale Fung
Pascale Fung (em chinês:  馮雁; Xangai, 1966) é uma cientista da computação chinesa. É professora do Department of Electronic & Computer Engineering e do Department of Computer Science & Engineering da Universidade de Ciência e Tecnologia de Hong Kong (HKUST). Foi eleita fellow do Instituto de Engenheiros Eletricistas e Eletrônicos (IEEE) por suas “contribuições à interação humano-computador” e da International Speech Communication Association por “contribuições fundamentais à área interdisciplinar da linguagem falada na interação humano-máquina”.

## Afiliações
- Universidade de Ciência e Tecnologia de Hong Kong
- Fórum Econômico Mundial
- Instituto de Engenheiros Eletricistas e Eletrônicos
- International Speech Communication Association
- Association for Computing Machinery
- Association for the Advancement of Artificial Intelligence